# 高松琴平電気鉄道1300形電車
高松琴平電気鉄道1300形電車（たかまつことひらでんきてつどう1300がたでんしゃ）は高松琴平電気鉄道（ことでん）の通勤形電車である。もと京浜急行電鉄1000形で、1974・1976・1978年に東急車輛製造（1305＋1306は川崎重工業）で製造された。2007年（平成19年）と2011年（平成23年）に4両ずつ入線した。制御電動客車の1301 - 1308による2両編成4本の8両が在籍し、長尾線で使用されている。

## 車両概要

### 車体
車体は長さ18mの鋼製車体。窓配置はC3'-d1D3D3D2で、客用扉は片開き、窓は2段上昇式である。また、前面の窓上に方向幕と種別幕を備える。連結面は幅広の貫通路で、貫通扉はない。
張上げ屋根で、奇数号車の連結面寄りにPT43形パンタグラフを備える。冷房装置は集中式の三菱電機CU-71系（能力36000kcal/h）で、1両につき1台を屋上に搭載している。

### 走行装置
電機関連は主電動機が東洋電機製造製の端子電圧375V時90kW×4、制御方式は三菱電機製の自動加速式抵抗制御で、1台で8個の主電動機を直並列制御する。

## 車両来歴

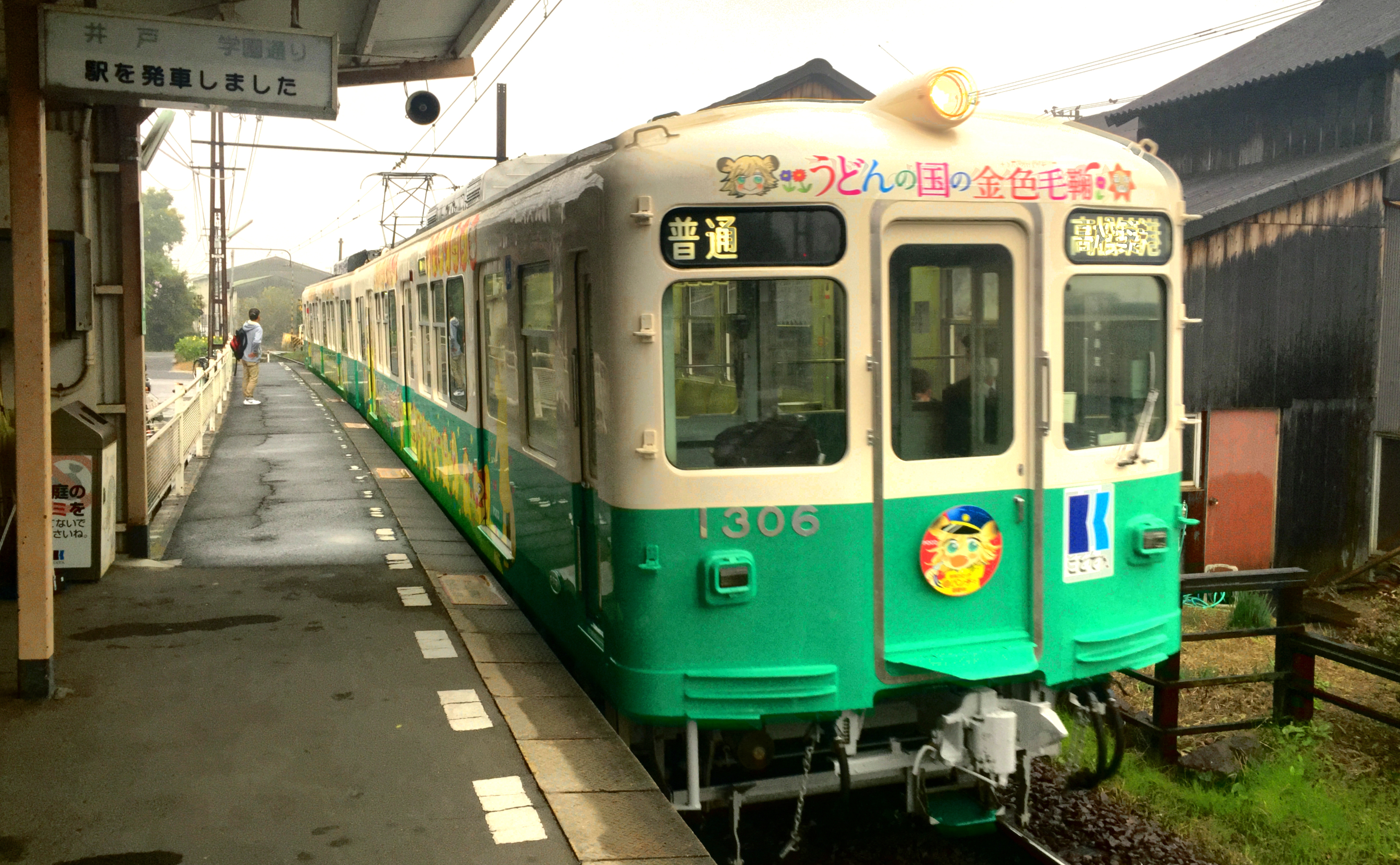
『ポコでん』ラッピングが施された1305編成

種車は1080形と同じ京急1000形で、1080形と同じくアンチクライマーの最下段が半分切り欠かれているが、1080形が1959年 - 1960年に製造された通称「Bグループ」（1次量産車）であるのに対し、こちらは1971年 - 1978年に製造された「Fグループ」（5次量産車）と呼ばれるタイプである。Fグループは当初より冷房付きで新製され、主電動機の出力向上・車体直結式空気バネ台車の採用など、1080形とは似て非なる車両である。
これまで1020形以降、ことでんに入線した車両は、HL制御・電磁SME制動の在来車両との併結が行えるようにマスコン・ブレーキの改造を受けていたが、本形式は長尾線の増結運用がなくなったことや、改造費用圧縮のために、これらの改造を行なわずに入線した。このため同車はことでんで初めて発電制動併用セルフラップ式電磁直通制動（HSC-D）を採用することとなった。また主幹制御器も、種車のものをそのまま使用しているため、同じ元京急1000形でありながら、1080形とはおろか、自社の他の形式（2025年導入が計画されている65年振りの自社発注車による新型車両を含む）とも併結はできない。
車内設備は1200形に準じて車椅子スペースの設置、つり革の交換（丸形→三角形）、座席モケットの交換（一般席は紺→緑・優先席は灰→赤）等が実施された。また、1200形1250番台に続き、優先席付近には携帯電話の電源を切ることを促すオレンジ色の吊革が採用されている。1305編成以降は、戸当たりゴム部分に黄色いテープが貼付され、ドア付近床面も黄色に変更されている。1301-1302は、伊藤園（おーい お茶）の全面広告電車となっていた。
2007年6月に長尾線用に2編成が搬入され、同7月31日夕方より営業運転を開始した。これにより長尾線で主にラッシュ時の増結運用を行っていた旧型車は定期運用から離脱。同車の登場によって余剰となる長尾線用の600形・700形のうち各形式2両ずつを志度線へと転属させることによって同線の旧型車定期運用を置き換えた。これにより、ことでんは同8月1日に定期列車の冷房化率100％を達成した。
なお、これにより運用を離脱した旧型車の一部（20形・1000形・3000形・5000形）はイベント用車両として動態保存車となった。
2010年8月時点では1301編成は伊藤園の「おーいお茶」の全面広告、1303編成が香川県軽自動車協会の全面広告車となっておりオリジナル塗装の編成は存在しなかったが、2011年、1303編成は広告終了によりオリジナル塗装になっている。
2011年8月28日に2編成が増備され、9月1日から運用されている。またこの編成が新町検車区（京急本線神奈川新町駅に隣接）から運び出される様子が2011年9月15日にテレビ番組「空から日本を見てみよう」（テレビ東京系）で放送された。
1305編成は2014年11月3日より、『月刊コミック@バンチ』連載中の漫画作品『うどんの国の金色毛鞠』のキャラクター「ポコ」をラッピングした「ポコでん」として運行された。当初は契約期間が1年だったが、2015年11月からさらに1年間ラッピングが延長され、2016年10月27日まで運行された。
1307編成は2019年7月20日よりこくみん共済coopのラッピングとなっている。

### 車歴と現在の編成
| 琴電での車番と編成     | 琴電での車番と編成 | 京急での車番       | 京急での編成 | 製造年 | 製造 メーカー | 京急での廃車 | 琴電への入線 |
| ---------------------- | ------------------ | ------------------ | ------------ | ------ | ------------- | ------------ | ------------ |
| ← 長尾瓦町・高松築港 → |                    | 京急での車番       | 京急での編成 | 製造年 | 製造 メーカー | 京急での廃車 | 琴電への入線 |
| 1301                   | 1302               | デハ1313・デハ1316 | 1313F        | 1974年 | 東急車輌      | 2007年1月    | 2007年6月    |
| 1303                   | 1304               | デハ1291・デハ1298 | 1291F        | 1976年 | 東急車輌      | 2007年3月    | 2007年6月    |
| 1305                   | 1306               | デハ1305・デハ1308 | 1305F        | 1974年 | 川崎重工      | 2010年6月    | 2011年8月    |
| 1307                   | 1308               | デハ1243・デハ1250 | 1243F        | 1978年 | 東急車輌      | 2010年6月    | 2011年8月    |

### 1080形との相違点
種車の年次による相違に加え、ことでんの入線時期・入線時の改造内容の相違から、以下の通り1080形とは多数の相違点が見られる。
- マスコンは従来のHL用ではなく、京急時代のものを採用している。
- ブレーキ方式は1080形の電磁SME-Dに対し、HSC-Dを採用している。
- 冷房装置は1080形の屋上集約分散式に対し、屋上集中式を搭載する。
- 屋上通風器がない。
- 先頭部の雨樋の形状が異なる。
- 妻部形状は1080形の丸妻に対し、三面折妻である。
- 方向幕は1080形のブリッジ方式の白地黒文字に対し、SPC方式の黒地白文字を採用する。
- 側面の種別表示幕が撤去されている。
- 車側表示灯は1080形の電球式に対し、縦長LED式を採用する。
- 台車は1080形のTS-310に対し、TH-1000を履いている。
- ワイパーは1080形の手動式に対し、ウォッシャ機能付きの電動式を採用している。
- 電子ホーンが装備されている。
- 前面の車両番号表記とことでんロゴの位置が逆である。
- 乗務員室仕切扉は1080形のステンレス製に対し、軽合金製である。
- 冷風ダクトの配置が異なる。
- 車椅子スペースが装備されている。
- 座席モケットは1080形の種車そのままの紺色（優先席は灰色）に対し、ことでん伝統の緑色（優先席は赤色）である。
- つり革は1080形の丸形に対し、1200形と同様の三角形である。
- 床敷物は1080形の種車そのままの薄緑色に対し、1200形と同様の深緑色（滑り止め付）である。
- 優先席付近のつり革はオレンジ色である。